# Lars Green
Lars-Eric Sture Green (født 30. november 1944 i Stockholm) er en svensk skuespiller, der har medvirket i mere end 30 film og tv-serier. Han har for eksempel medvirket i tv-serien Frihedens skygge fra 1994, der er instrueret af Birger Larsen.

## Udvalgt filmografi
- Friställd (tv-serie, 1969)
- Jänken (1970)
- Hem till byn (tv-serie, 1971-2006)
- Charlotte Löwensköld (1979)
- Time out (tv-serie, 1982)
- Jenny (tv-serie, 1983)
- Strindberg - et liv (tv-serie, 1985)
- Dæmoner (1986)
- Kodenavn: Coq Rouge (1989)
- Tre kärlekar (tv-serie, 1989-1991)
- Sort Lucia (1992)
- Frihedens skygge (tv-serie, 1994)
- Skeppsholmen (tv-serie, 2002-2003)
- Call Girl (2012)
- Inkognito (tv-serie, 2013)
- Gentlemen & Gangsters (tv-serie, 2016)